# Montenegros fodboldforbund
Fudbalski savez Crne Gore (FSCG) (kyrillisk: Фудбалски савез Црне Горе) er Montenegros nationale fodboldforbund og dermed det øverste ledelsesorgan for fodbold i landet. Det administrerer de montenegrinske fodbolddivisioner og landsholdet og har hovedsæde i Podgorica.
Forbundet blev grundlagt i 1931 som en underafdeling af Jugoslaviens fodboldforbund. Det blev selvstændigt, da landet løsrev sig fra Serbien og fik ved samme lejlighed medlemskab i FIFA og UEFA.

## Ekstern henvisning
- FSCG.cg.yu Arkiveret 11. januar 2016 hos  Wayback Machine

| Fodbold | Spire Denne artikel om en fodboldorganisation er en spire som bør udbygges. Du er velkommen til at hjælpe Wikipedia ved at udvide den. |